# Kefersteinia microcharis
Kefersteinia microcharis är en orkidéart som beskrevs av Rudolf Schlechter. Kefersteinia microcharis ingår i släktet Kefersteinia och familjen orkidéer. Inga underarter finns listade i Catalogue of Life.